# Herbert Ø

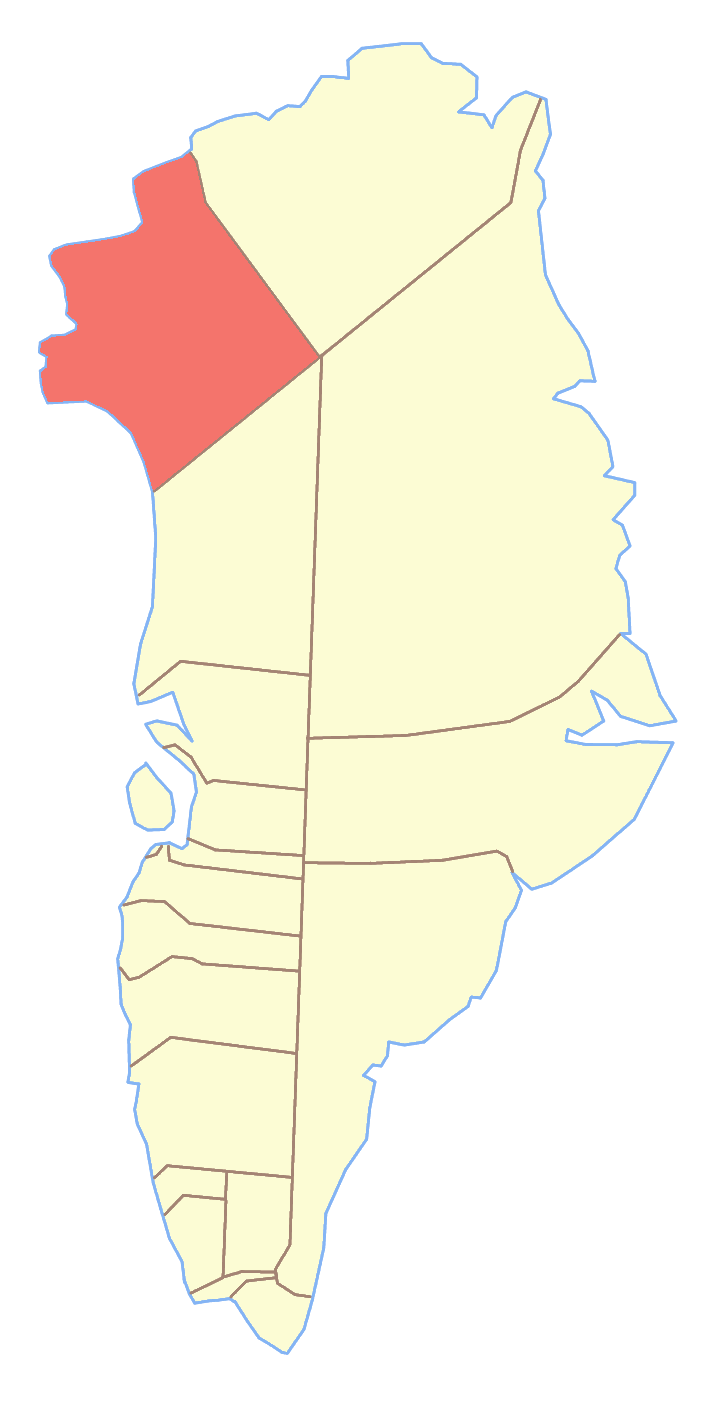
Ex comune di Qaanaaq, dove si trovava Qeqertarsuaq

Qeqertarsuaq (o Qeqertarssuaq, danese Herbert Ø) è un'isola della Groenlandia di 223  km², che ospita il villaggio omonimo (2 ab.).
Prima della riforma municipale groenlandese faceva parte della contea  della Groenlandia Settentrionale e al comune di Qaanaaq. Oggi si trova all'interno del comune di Avannaata.